# Norialsus praetener
Norialsus praetener är en insektsart som beskrevs av Van Stalle 1986. Norialsus praetener ingår i släktet Norialsus och familjen kilstritar. Inga underarter finns listade i Catalogue of Life.